# Alnus serrulata
Alnus serrulata — вид квіткових рослин з родини березових. Поширення: Канада (Квебек, Нова Шотландія); США (Луїзіана, Вермонт, Пенсільванія, Індіана, Коннектикут, Оклахома, Алабама, Західна Вірджинія, Кентуккі, Делавер, Міссурі, Огайо, Техас, Міссісіпі, Вірджинія, Род-Айленд, Нью-Джерсі, Массачусетс, Мен, Нью-Гемпшир, Арканзас, Джорджія, Нью-Йорк, Флорида, округ Колумбія, Теннессі, Північна Кароліна, Південна Кароліна, Іллінойс, Мериленд).

## Біоморфологічна характеристика
Це кущ або невелике дерево заввишки до 4 метрів. Кора світло-сіра, гладка. Листкова пластинка від широкоеліптичної до оберненояйцеподібної, 5–14 × 3.5–8 см, шкіряста, основа широко- або вузько клиноподібна, краї плоскі, пилчасті, без помітно більших вторинних зубців, верхівка тупа до округлої; поверхні знизу голі до помірно ворсинчасті, злегка або помірно покриті смолою. Цвіте рано навесні. Супліддя яйцеподібно-еліпсоїдної форми, 1–2.2 × 0.6–1.2 см; квітконоси 1–3(5) мм. Крилатки оберненояйцеподібні, крила вужчі за тіло, неправильно еліптичні або оберненояйцеподібні, шкірясті. 2n = 28.

## Середовище
Зростає на висотах від 0 до 800 метрів. Цей вид зустрічається вздовж берегів річок, берегових ліній, на болотах, трясовинах, низинних болотах, узліссях боліт, сукцесійних заболочених полях, низинних вологих лісах, алювіальних та припливних болотах, а також у канавах.

## Використання
Комерційного використання Alnus serrulata немає. Його переважно використовують для стабілізації берегів річок та відновлення водно-болотних угідь. Він також є важливим покривним компонентом середовища існування вальдшнепа. Вид медично використовувався корінними американцями.

## Галерея

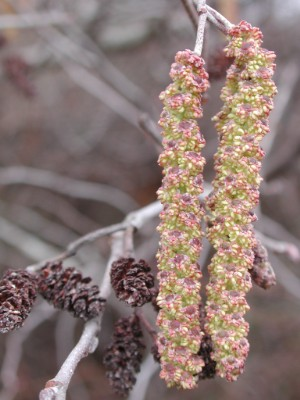
чоловічі сережки
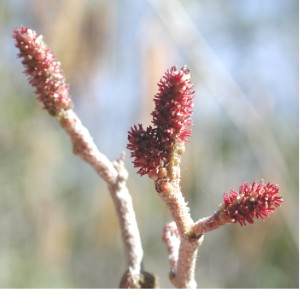
жіночі сережки
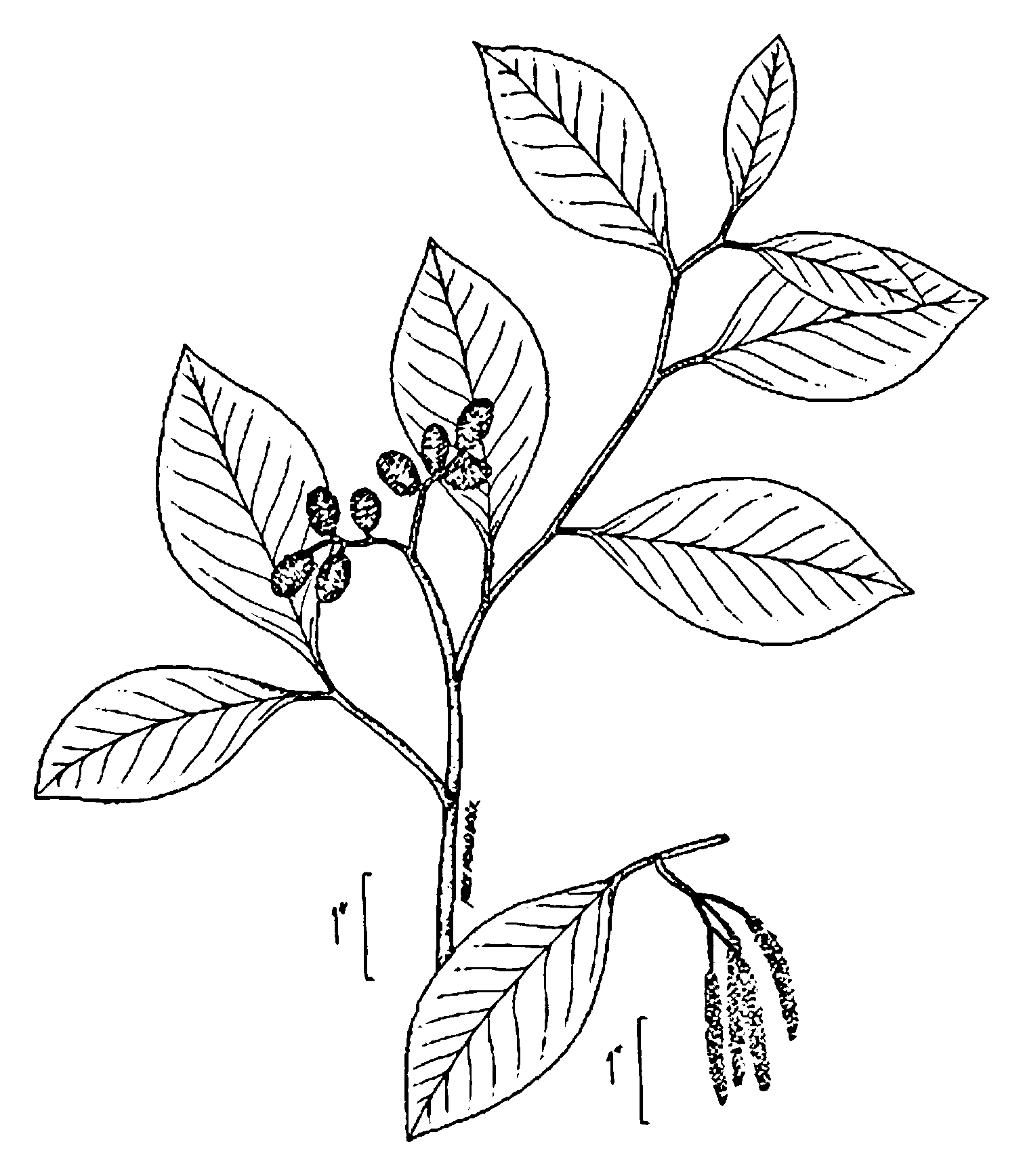
ілюстрація
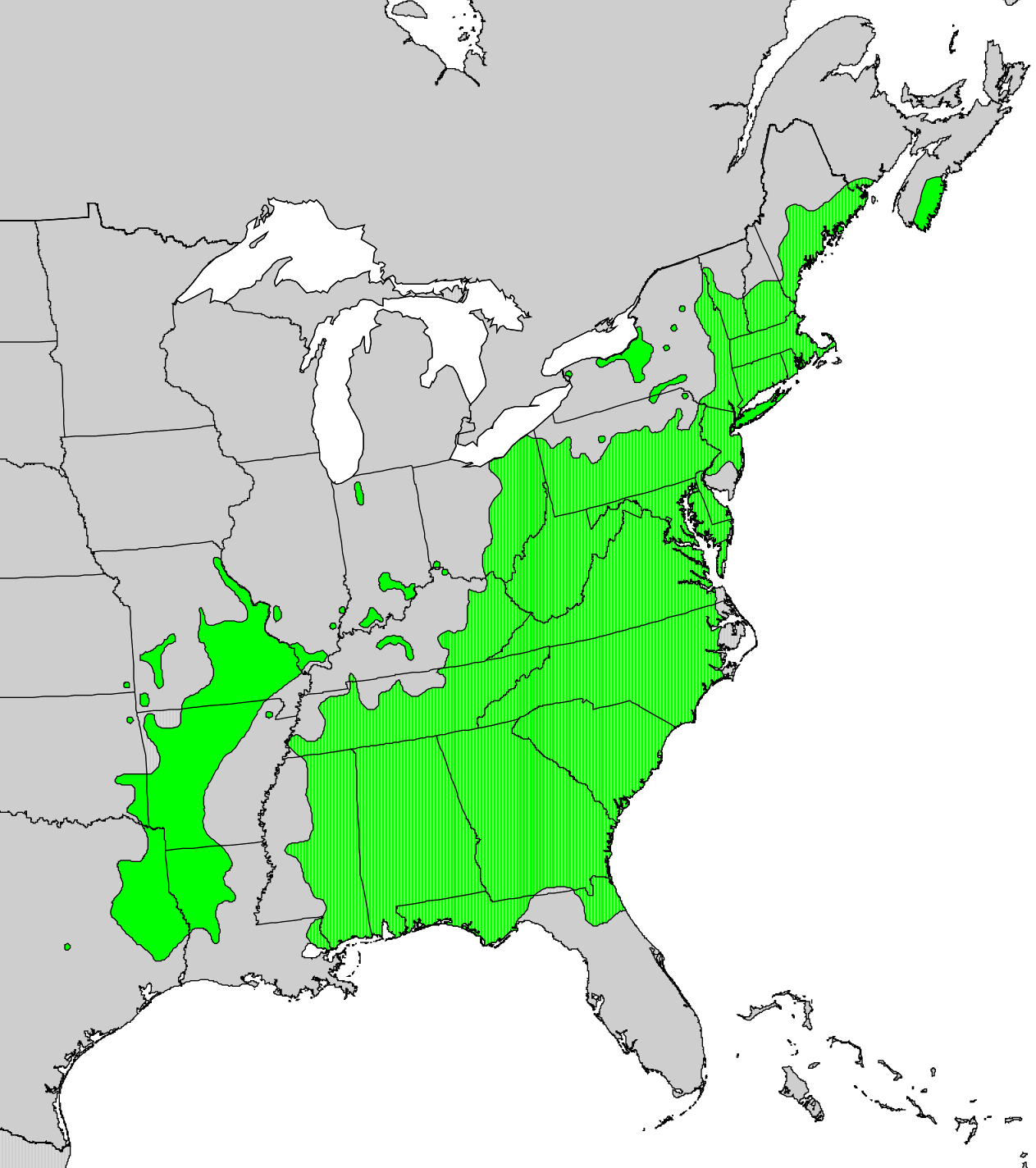
ареал